# Montagne de Perda Liana
Le Monte Perda Liana (Perda 'e Liana en sarde ) est un site emblématique du centre-est de la Sardaigne, culminant à 1 293 mètres d'altitude et situé à la limite entre deux des sous-régions de l'île, celle appelée Barbaricina dans l'Ogliastra et celle de Barbagia di Seùlo.

## Importance symbolique
Peuplée de mouflons et survolée par le Gypaète barbu, la montagne de Perda Liana, appelée aussi la "pierre de la plaine" et parfois considérée comme le "Monument Valley sarde",est déclarée monument naturel en 1993. Elle est à la fois une "rocher de légende" et un "repère et symbole" pour les Sardes.

## Description

### Origine du nom
Le premier des deux mots, « perda », désigne une masse rocheuse, tandis que le second, « liana », pourrait dériver du nom de la population nuragique des Iliensi, qui vivait dans la région. Cette population, selon les historiens, se rassemblait périodiquement au pied du promontoire rocheux, très clairement visible depuis tous les centres nuragiques de la région. 
Par ailleurs, des théories suggèrent que la dénomination de cette montagne dériverait plutôt des caractéristiques physiques du matériau rocheux (c'est-à-dire lisse ou poli) ou de l'arbousier (olione en sarde ), qui couvrait autrefois ses pentes.

### Situation géographique

Panorama

Comme bien d'autres sites calcaires de la région, il a été produit par des processus érosifs prolongés. Sa base est de forme tronconique, sur laquelle s'élève une tour dolomitique culminant à 1 293 mètres d'altitude. Les parois rocheuses verticales s'élèvent sur une cinquantaine de mètres pour un diamètre d'une centaine de mètres.
La tour calcaire remonte au Jurassique (il y a 130 à 150 millions d'années) et s'est formée suite à un long processus de sédimentation en milieu sous-marin. Les formes actuelles ont été façonnées au fil des ères géologiques par l'érosion hydrique. Sa structure repose sur une base tronconique de grès datant du Mésozoïque. Le développement stratigraphique le plus significatif se situe dans la section à la base du bloc tronconique du *tacco*, formé de schistes datant du Paléozoïque (il y a 360 à 500 millions d'années).

### Climat

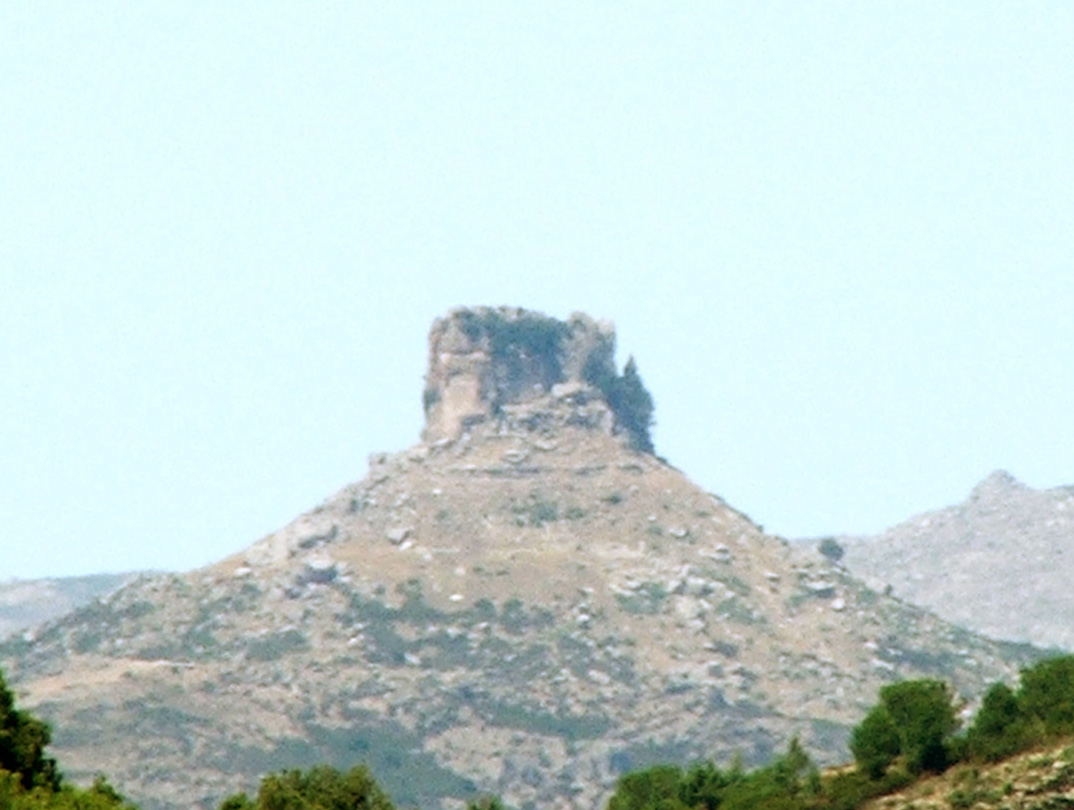
Monte Perda Liana vue depuis Monte Tricoli.

Le climat de la région de Monte Perda Liana est de type méditerranéen, avec des hivers froids et des étés chauds et secs. Les précipitations sont principalement concentrées en hiver et en automne, avec une moyenne d'environ 1 000 millimètres par an.

### Flore et faune
L'espèce dominante de la flore est le ciste, mais on peut également observer la présence d'herbes aromatiques, comme le thym (Thymus herba-barona), et d'arbustes typiques du maquis, comme l'arbousier (Arbutus unedo) et la bruyère (Erica arborea). Parmi les espèces d'arbres, on trouve l'érable de Montpellier (Acer monspessulanum) et le chêne vert (Quercus ilex). Parmi les autres espèces végétales caractéristiques, on trouve la campanule de Forsyth (Campanula forsythii), l'hysope de Corse (Micromeria filiformis), l'orchis mauve (Orchis mascula) et l'ophrys de Moris (Ophrys exaltata morisii (en) . ), le nerprun alpin (Rhamnus alpina), la saxifrage sarde-corse (Saxifraga cervicornis) et l'alisier blanc (Sorbus aria). .
L'altitude et les falaises verticales en font un lieu adoré par les mouflons et grands rapaces. Parmi les espèces de la faune, les plus courantes sur le site, le mouflon (Ovis musimon), l'aigle royal (Aquila chrysaetos), le chat sauvage sarde (Felis lybica sarda), l'aigle de Bonelli (Hieraaetus fasciatus), le faucon pèlerin (Falco peregrinus), la buse variable (Buteo buteo), l'épervier (Accipiter nisus), l'autour des palombes (Accipiter gentilis).), le milan royal (Milvus milvus), le vautour fauve (Gyps fulvus), le vautour moine (Aegypius monachus), le gypaète barbu (Gypaetus barbatus) et le loir (Glis glis).

## Alpinisme et randonnée
Le sommet peut être atteint par une voie d'escalade, par la face est, de difficulté maximale de 3e degré mais le long duquel il est préférable d'éviter l'installation de relais fixes, en raison de la fragilité du rocher, en s'assurant d'avoir les compétences et l'équipement adéquats. 
De nombreux sentiers de randonnée équipés d'un système de signalisation serpentent autour de la montagne.